# Protiúder
Protiúder (v anglickém originále Collateral Damage) je americký akční film z roku 2002. Režisérem filmu je Andrew Davis. Hlavní role ve filmu ztvárnili Arnold Schwarzenegger, Francesca Neri, Cliff Curtis, Elias Koteas a John Leguizamo.

## Obsazení
| Arnold Schwarzenegger | Gordon Brewer   |
| Francesca Neri        | Selena Perrini  |
| Cliff Curtis          | Claudio Perrini |
| Elias Koteas          | Peter Brandt    |
| John Leguizamo        | Felix Ramirez   |
| John Turturro         | Sean Armstrong  |
| Lindsay Frost         | Anne Brewer     |
| Ethan Dampf           | Matt Brewer     |
| Jane Lynch            | agentka Russo   |